# I. Anna breton hercegnő
I. Anna (Nantes, Bretagne, 1477. január 25. – Blois, Franciaország, 1514. január 9.), franciául: Anne de Bretagne, bretonul: Anna Vreizh/Breizh, németül: Anna von Bretagne, olaszul: Anna di Bretagna. Bretagne uralkodó hercegnője, valamint Franciaország és Nápoly kétszeres királynéja. II. Ferenc breton herceg és Foix Margit navarrai királyi hercegnő (I. Eleonóra navarrai királynő és IV. Gaston foix-i gróf lánya) legidősebb lánya. I. Miksa német király második felesége per procuram, VIII. Károly francia király felesége és XII. Lajos francia király második felesége. Candale-i Anna magyar királyné elsőfokú unokatestvére.

## Élete

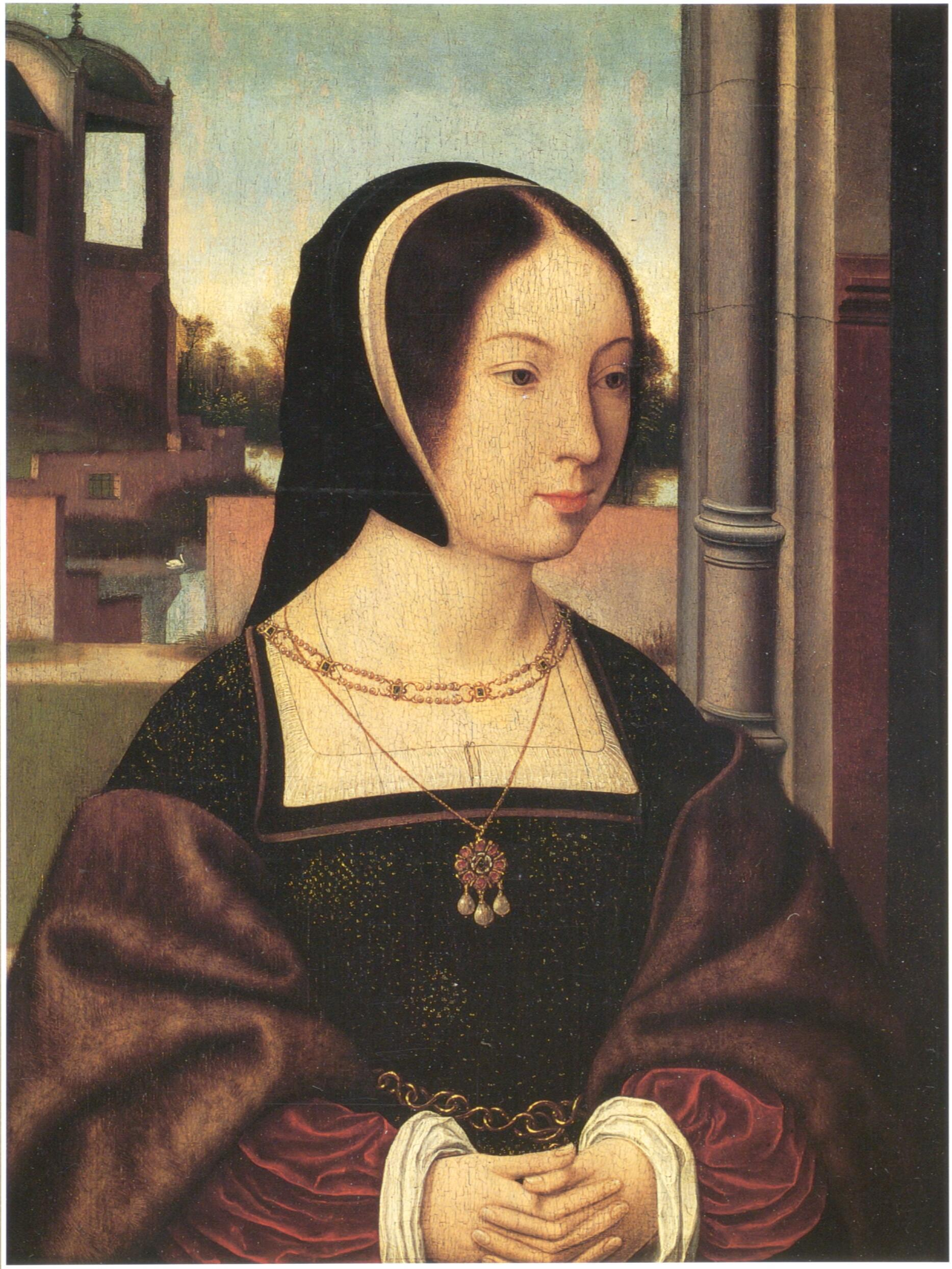
Bretagne-i Anna portréja

Anna magasan képzett és nagyon intelligens, a politika iránt fogékony asszony volt. Bretagne önállóságát haláláig vigyázó szemekkel őrizte. Bár a breton udvar nyelve a francia volt, és csak a földművesek és néhány városi polgár beszélte a breton nyelvet, Anna tudott bretonul, hiszen a dajkája breton nyelvű asszony volt, akitől gyermekkorában megtanulta a bretont. Művészetkedvelő volt. Szerette a zenét. Egyik lába kicsit rövidebb volt, ezért a rövidebbik lábán magasabb sarkú cipőt hordott. Gondos anya volt, aki a gyerekeivel szoros személyes kapcsolatban volt, amennyire ideje és feladatai engedték. 16 terhességéből csak két lánya érte meg a felnőttkort, akik túl is élték anyjukat. Idősebbik lánya, Klaudia követte mind a breton hercegi trónon, mind pedig a francia királynéi tisztségben.
Felügyelete alatt nevelkedett 1500-tól két elárvult unokahúga, Candale-i Anna és Foix Germána, a későbbi aragón királyné. Anna királyné hozta tető alá unokatestvére, Candale-i Anna és II. Ulászló házasságát 1502-ben. A francia udvarban számos breton tevékenykedett, nemcsak a királyné körül, hanem jelen voltak a francia politika, kultúra és közélet számos területein. Magyarországra is jutottak el bretonok a királyné környezetéből, akik Candale-i Annával jönnek a magyar udvarba: a II. Ulászlóval egyidős François de Tournemine, la Guerche ura, XII. Lajos követe II. Ulászlóhoz és Pierre Choque, aki megörökítette a magyar királyné útját Magyarországra, házasságkötését, koronázását a francia királyné és az utókor számára.

## Gyermekei
- Első (névleges) férjétől, I. Miksa német királytól (a házasságukat érvénytelenítették) gyermekeik nem születtek
- Második férjétől, VIII. Károly (1470–1498) francia királytól (7 gyermek):
  - Károly Lóránt (Orlandó) (1492–1495) francia királyi herceg, valamint breton herceg, Franciaország (dauphin) és Bretagne trónörököse
  - Valois N. (fiú) (1493. augusztus – 1493. augusztus)
  - Valois N. (leány) (1494. március – 1494. március)
  - Valois N. (gyermek) (1494–1494)
  - Károly (1496. szeptember 8. – 1496. október 2.) francia királyi herceg, valamint breton herceg, Franciaország (dauphin) és Bretagne trónörököse
  - Ferenc (1497–1498) francia királyi herceg, valamint breton herceg, Franciaország (dauphin) és Bretagne trónörököse
  - Anna (Plessis-lèz-Tours kastély, 1498. március 20. – Plessis-lèz-Tours kastély, 1498. március 20.) francia királyi hercegnő, valamint breton hercegnő és Bretagne trónörököse
- Harmadik férjétől, XII. Lajos (1462–1515) francia királytól (9 gyermek):
  - Klaudia (1499–1524) francia királyi hercegnő, I. Klaudia néven Bretagne uralkodó hercegnője, férje I. Ferenc (1494–1547) francia király (7 gyermek)
  - Valois-Orléans-i N. (fiú) (1500–1500)
  - Valois-Orléans-i N. (fiú) (1503. január 21. – 1503. január 21.)
  - Valois-Orléans-i N. (gyermek) (1503–1503)
  - Valois-Orléans-i N. (gyermek) (1505–1505)
  - Valois-Orléans-i N. (fiú) (1508–1508)
  - Valois-Orléans-i N. (gyermek) (1509–1509)
  - Renáta (1510–1575) francia királyi hercegnő, valamint breton hercegnő és Chartres hercegnője, férje II. (Estei) Herkules, Modena hercege (5 gyermek)
  - Valois-Orléans-i N. (fiú) (1512. január – 1512. január)

## Legközelebbi rokonsági kapcsolat Bretagne-i Anna, Candale-i Anna, I. Katalin, Foix Germána, valamint Aragóniai Beatrix között
| | | | | | | | | | | | | | |  |  | | | | | | |  |  | | | | | | |  |  | | | | | | |  |  |  |  |  |  |  |  |  |  |  |  |  |  |  |  |  |  |  |  |  |  |  |  |  |  |  |  |  |  |  |  |  |  |  |  |  |  |  |  |  |  |  |  |  |  |  |  |
| | | | | | | | | | | | | | |  |  | | | | | V. István magyar király 1239–1272 felesége: Kun Erzsébet 1240–1290/95 | |  |  | | | | | | |  |  | | | | | | |  |  |  |  |  |  |  |  |  |  |  |  |  |  |  |  |  |  |  |  |  |  |  |  |  |  |  |  |  |  |  |  |  |  |  |  |  |  |  |  |  |  |  |  |  |  |  |  |
| | | | | | | | | | | | | | |  |  | | | | | | |  |  | | | | | | |  |  | | | | | | |  |  |  |  |  |  |  |  |  |  |  |  |  |  |  |  |  |  |  |  |  |  |  |  |  |  |  |  |  |  |  |  |  |  |  |  |  |  |  |  |  |  |  |  |  |  |  |  |
| | | | | | | | | | | | | | |  |  | | | | | Árpád-házi Mária magyar királyi hercegnő 1257–1323 férje: II. Károly nápolyi király 1254–1309                                                                                             | |  |  | | | | | | |  |  | | | | | | |  |  |  |  |  |  |  |  |  |  |  |  |  |  |  |  |  |  |  |  |  |  |  |  |  |  |  |  |  |  |  |  |  |  |  |  |  |  |  |  |  |  |  |  |  |  |  |  |
| | | | | | | | | | | | | | |  |  | | | | | | |  |  | | | | | | |  |  | | | | | | |  |  |  |  |  |  |  |  |  |  |  |  |  |  |  |  |  |  |  |  |  |  |  |  |  |  |  |  |  |  |  |  |  |  |  |  |  |  |  |  |  |  |  |  |  |  |  |  |
| | | | | | | | | | | | | | |  |  | | | | | Anjou Blanka nápolyi királyi hercegnő 1280–1310 férje: II. Jakab aragóniai király 1267–1327                                                                                               | |  |  | | | | | | |  |  | | | | | | |  |  |  |  |  |  |  |  |  |  |  |  |  |  |  |  |  |  |  |  |  |  |  |  |  |  |  |  |  |  |  |  |  |  |  |  |  |  |  |  |  |  |  |  |  |  |  |  |
| | | | | | | | | | | | | | |  |  | | | | | | |  |  | | | | | | |  |  | | | | | | |  |  |  |  |  |  |  |  |  |  |  |  |  |  |  |  |  |  |  |  |  |  |  |  |  |  |  |  |  |  |  |  |  |  |  |  |  |  |  |  |  |  |  |  |  |  |  |  |
| | | | | | | | | | | | | | |  |  | | | | | IV. Alfonz aragóniai király 1299–1336 1. fg.: Entençai Teréz 1300 körül–1327 2. fg.: Kasztíliai Eleonóra 1307–1359                                                                        | |  |  | | | | | | |  |  | | | | | | |  |  |  |  |  |  |  |  |  |  |  |  |  |  |  |  |  |  |  |  |  |  |  |  |  |  |  |  |  |  |  |  |  |  |  |  |  |  |  |  |  |  |  |  |  |  |  |  |
| | | | | | | | | | | | | | |  |  | | | | | | |  |  | | | | | | |  |  | | | | | | |  |  |  |  |  |  |  |  |  |  |  |  |  |  |  |  |  |  |  |  |  |  |  |  |  |  |  |  |  |  |  |  |  |  |  |  |  |  |  |  |  |  |  |  |  |  |  |  |
| | | | | | | | | | | | | | |  |  | | | | | [1.] IV. Péter aragóniai király 1319–1387 1. fg. Navarrai Mária 1330–1347 2. fg.: Portugáliai Eleonóra 1328–1348 3. fg. Szicíliai Eleonóra 1325–1375 4. fg.: Fortià Szibilla 1350/55–1406 | |  |  | | | | | | |  |  | | | | | | |  |  |  |  |  |  |  |  |  |  |  |  |  |  |  |  |  |  |  |  |  |  |  |  |  |  |  |  |  |  |  |  |  |  |  |  |  |  |  |  |  |  |  |  |  |  |  |  |
| | | | | | | | | | | | | | |  |  | | | | | | |  |  | | | | | | |  |  | | | | | | |  |  |  |  |  |  |  |  |  |  |  |  |  |  |  |  |  |  |  |  |  |  |  |  |  |  |  |  |  |  |  |  |  |  |  |  |  |  |  |  |  |  |  |  |  |  |  |  |
| | | | | | | | | | | | | | |  |  | | | | | [3.] Aragóniai Eleonóra 1358–1382 férje: I. János kasztíliai király 1358–1390 | |  |  | | | | | | |  |  | | | | | | |  |  |  |  |  |  |  |  |  |  |  |  |  |  |  |  |  |  |  |  |  |  |  |  |  |  |  |  |  |  |  |  |  |  |  |  |  |  |  |  |  |  |  |  |  |  |  |  |
| | | | | | | | | | | | | | |  |  | | | | | | |  |  | | | | | | |  |  | | | | | | |  |  |  |  |  |  |  |  |  |  |  |  |  |  |  |  |  |  |  |  |  |  |  |  |  |  |  |  |  |  |  |  |  |  |  |  |  |  |  |  |  |  |  |  |  |  |  |  |
| | | | | | | | | | | | | | |  |  | | | | | I. (Antequerai) Ferdinánd aragón és szicíliai király 1380–1416 felesége: Alburquerquei Eleonóra 1374–1435                                                                                 | |  |  | | | | | | |  |  | | | | | | |  |  |  |  |  |  |  |  |  |  |  |  |  |  |  |  |  |  |  |  |  |  |  |  |  |  |  |  |  |  |  |  |  |  |  |  |  |  |  |  |  |  |  |  |  |  |  |  |
| | | | | | | | | | | | | | |  |  | | | | | | |  |  | | | | | | |  |  | | | | | | |  |  |  |  |  |  |  |  |  |  |  |  |  |  |  |  |  |  |  |  |  |  |  |  |  |  |  |  |  |  |  |  |  |  |  |  |  |  |  |  |  |  |  |  |  |  |  |  |
| | | | | | | | | | | | | | |  |  | | | | | | |  |  | | | | | | |  |  | | | | | | |  |  |  |  |  |  |  |  |  |  |  |  |  |  |  |  |  |  |  |  |  |  |  |  |  |  |  |  |  |  |  |  |  |  |  |  |  |  |  |  |  |  |  |  |  |  |  |  |
| | | | | | | II. (Hitetlen) János aragón, navarrai és szicíliai király 1398–1479 1. fg. I. Blanka navarrai királynő 1387–1441 2. fg. Juana Enríquez 1425/30–1468 | II. (Hitetlen) János aragón, navarrai és szicíliai király 1398–1479 1. fg. I. Blanka navarrai királynő 1387–1441 2. fg. Juana Enríquez 1425/30–1468 | II. (Hitetlen) János aragón, navarrai és szicíliai király 1398–1479 1. fg. I. Blanka navarrai királynő 1387–1441 2. fg. Juana Enríquez 1425/30–1468                                                                  | II. (Hitetlen) János aragón, navarrai és szicíliai király 1398–1479 1. fg. I. Blanka navarrai királynő 1387–1441 2. fg. Juana Enríquez 1425/30–1468                                                                  | II. (Hitetlen) János aragón, navarrai és szicíliai király 1398–1479 1. fg. I. Blanka navarrai királynő 1387–1441 2. fg. Juana Enríquez 1425/30–1468                                                                  | II. (Hitetlen) János aragón, navarrai és szicíliai király 1398–1479 1. fg. I. Blanka navarrai királynő 1387–1441 2. fg. Juana Enríquez 1425/30–1468                                                                  | | |  |  | | | | | | |  |  | | | | | | |  |  | V. (Nagylelkű) Alfonz aragón és nápolyi király 1394/96–1458 felesége: Kasztíliai Mária 1401–1458 (n.) ágyasa: Giraldona Carlino ?–?                                                              | V. (Nagylelkű) Alfonz aragón és nápolyi király 1394/96–1458 felesége: Kasztíliai Mária 1401–1458 (n.) ágyasa: Giraldona Carlino ?–?                                                              | V. (Nagylelkű) Alfonz aragón és nápolyi király 1394/96–1458 felesége: Kasztíliai Mária 1401–1458 (n.) ágyasa: Giraldona Carlino ?–?                                                              | V. (Nagylelkű) Alfonz aragón és nápolyi király 1394/96–1458 felesége: Kasztíliai Mária 1401–1458 (n.) ágyasa: Giraldona Carlino ?–?                                                              | V. (Nagylelkű) Alfonz aragón és nápolyi király 1394/96–1458 felesége: Kasztíliai Mária 1401–1458 (n.) ágyasa: Giraldona Carlino ?–?                                                              | V. (Nagylelkű) Alfonz aragón és nápolyi király 1394/96–1458 felesége: Kasztíliai Mária 1401–1458 (n.) ágyasa: Giraldona Carlino ?–?                                                              |  |  |  |  |  |  |  |  |  |  |  |  |  |  |  |  |  |  |  |  |  |  |  |  |  |  |  |  |  |  |  |  |  |  |  |  |  |  |  |  |  |  |  |  |  |  |  |  |
| | | | | | | II. (Hitetlen) János aragón, navarrai és szicíliai király 1398–1479 1. fg. I. Blanka navarrai királynő 1387–1441 2. fg. Juana Enríquez 1425/30–1468 | II. (Hitetlen) János aragón, navarrai és szicíliai király 1398–1479 1. fg. I. Blanka navarrai királynő 1387–1441 2. fg. Juana Enríquez 1425/30–1468 | II. (Hitetlen) János aragón, navarrai és szicíliai király 1398–1479 1. fg. I. Blanka navarrai királynő 1387–1441 2. fg. Juana Enríquez 1425/30–1468                                                                  | II. (Hitetlen) János aragón, navarrai és szicíliai király 1398–1479 1. fg. I. Blanka navarrai királynő 1387–1441 2. fg. Juana Enríquez 1425/30–1468                                                                  | II. (Hitetlen) János aragón, navarrai és szicíliai király 1398–1479 1. fg. I. Blanka navarrai királynő 1387–1441 2. fg. Juana Enríquez 1425/30–1468                                                                  | II. (Hitetlen) János aragón, navarrai és szicíliai király 1398–1479 1. fg. I. Blanka navarrai királynő 1387–1441 2. fg. Juana Enríquez 1425/30–1468                                                                  | | |  |  | | | | | | |  |  | | | | | | |  |  | V. (Nagylelkű) Alfonz aragón és nápolyi király 1394/96–1458 felesége: Kasztíliai Mária 1401–1458 (n.) ágyasa: Giraldona Carlino ?–?                                                              | V. (Nagylelkű) Alfonz aragón és nápolyi király 1394/96–1458 felesége: Kasztíliai Mária 1401–1458 (n.) ágyasa: Giraldona Carlino ?–?                                                              | V. (Nagylelkű) Alfonz aragón és nápolyi király 1394/96–1458 felesége: Kasztíliai Mária 1401–1458 (n.) ágyasa: Giraldona Carlino ?–?                                                              | V. (Nagylelkű) Alfonz aragón és nápolyi király 1394/96–1458 felesége: Kasztíliai Mária 1401–1458 (n.) ágyasa: Giraldona Carlino ?–?                                                              | V. (Nagylelkű) Alfonz aragón és nápolyi király 1394/96–1458 felesége: Kasztíliai Mária 1401–1458 (n.) ágyasa: Giraldona Carlino ?–?                                                              | V. (Nagylelkű) Alfonz aragón és nápolyi király 1394/96–1458 felesége: Kasztíliai Mária 1401–1458 (n.) ágyasa: Giraldona Carlino ?–?                                                              |  |  |  |  |  |  |  |  |  |  |  |  |  |  |  |  |  |  |  |  |  |  |  |  |  |  |  |  |  |  |  |  |  |  |  |  |  |  |  |  |  |  |  |  |  |  |  |  |
| | | | | | | [1.] I. Eleonóra navarrai királynő 1426–1479 férje: IV. Gaston foix-i gróf 1423–1472                                                                | [1.] I. Eleonóra navarrai királynő 1426–1479 férje: IV. Gaston foix-i gróf 1423–1472                                                                | [1.] I. Eleonóra navarrai királynő 1426–1479 férje: IV. Gaston foix-i gróf 1423–1472 | [1.] I. Eleonóra navarrai királynő 1426–1479 férje: IV. Gaston foix-i gróf 1423–1472 | [1.] I. Eleonóra navarrai királynő 1426–1479 férje: IV. Gaston foix-i gróf 1423–1472 | [1.] I. Eleonóra navarrai királynő 1426–1479 férje: IV. Gaston foix-i gróf 1423–1472 | | |  |  | | | | | | |  |  | | | | | | |  |  | [n.] I. Ferdinánd nápolyi király 1423–1494 1. fg. Chiaromontei Izabella 1424–1465 2. fg. Aragóniai Johanna 1455–1517                                                                             | [n.] I. Ferdinánd nápolyi király 1423–1494 1. fg. Chiaromontei Izabella 1424–1465 2. fg. Aragóniai Johanna 1455–1517                                                                             | [n.] I. Ferdinánd nápolyi király 1423–1494 1. fg. Chiaromontei Izabella 1424–1465 2. fg. Aragóniai Johanna 1455–1517                                                                             | [n.] I. Ferdinánd nápolyi király 1423–1494 1. fg. Chiaromontei Izabella 1424–1465 2. fg. Aragóniai Johanna 1455–1517                                                                             | [n.] I. Ferdinánd nápolyi király 1423–1494 1. fg. Chiaromontei Izabella 1424–1465 2. fg. Aragóniai Johanna 1455–1517                                                                             | [n.] I. Ferdinánd nápolyi király 1423–1494 1. fg. Chiaromontei Izabella 1424–1465 2. fg. Aragóniai Johanna 1455–1517                                                                             |  |  |  |  |  |  |  |  |  |  |  |  |  |  |  |  |  |  |  |  |  |  |  |  |  |  |  |  |  |  |  |  |  |  |  |  |  |  |  |  |  |  |  |  |  |  |  |  |
| | | | | | | [1.] I. Eleonóra navarrai királynő 1426–1479 férje: IV. Gaston foix-i gróf 1423–1472                                                                | [1.] I. Eleonóra navarrai királynő 1426–1479 férje: IV. Gaston foix-i gróf 1423–1472                                                                | [1.] I. Eleonóra navarrai királynő 1426–1479 férje: IV. Gaston foix-i gróf 1423–1472 | [1.] I. Eleonóra navarrai királynő 1426–1479 férje: IV. Gaston foix-i gróf 1423–1472 | [1.] I. Eleonóra navarrai királynő 1426–1479 férje: IV. Gaston foix-i gróf 1423–1472 | [1.] I. Eleonóra navarrai királynő 1426–1479 férje: IV. Gaston foix-i gróf 1423–1472 | | |  |  | | | | | | |  |  | | | | | | |  |  | [n.] I. Ferdinánd nápolyi király 1423–1494 1. fg. Chiaromontei Izabella 1424–1465 2. fg. Aragóniai Johanna 1455–1517                                                                             | [n.] I. Ferdinánd nápolyi király 1423–1494 1. fg. Chiaromontei Izabella 1424–1465 2. fg. Aragóniai Johanna 1455–1517                                                                             | [n.] I. Ferdinánd nápolyi király 1423–1494 1. fg. Chiaromontei Izabella 1424–1465 2. fg. Aragóniai Johanna 1455–1517                                                                             | [n.] I. Ferdinánd nápolyi király 1423–1494 1. fg. Chiaromontei Izabella 1424–1465 2. fg. Aragóniai Johanna 1455–1517                                                                             | [n.] I. Ferdinánd nápolyi király 1423–1494 1. fg. Chiaromontei Izabella 1424–1465 2. fg. Aragóniai Johanna 1455–1517                                                                             | [n.] I. Ferdinánd nápolyi király 1423–1494 1. fg. Chiaromontei Izabella 1424–1465 2. fg. Aragóniai Johanna 1455–1517                                                                             |  |  |  |  |  |  |  |  |  |  |  |  |  |  |  |  |  |  |  |  |  |  |  |  |  |  |  |  |  |  |  |  |  |  |  |  |  |  |  |  |  |  |  |  |  |  |  |  |
| | | | | | | | | | | | | | |  |  | | | | | | |  |  | | | | | | |  |  | | | | | | |  |  |  |  |  |  |  |  |  |  |  |  |  |  |  |  |  |  |  |  |  |  |  |  |  |  |  |  |  |  |  |  |  |  |  |  |  |  |  |  |  |  |  |  |  |  |  |  |
| Gaston vianai herceg 1444–1470 felesége: Valois Magdolna francia királyi hercegnő 1443–1495        | Gaston vianai herceg 1444–1470 felesége: Valois Magdolna francia királyi hercegnő 1443–1495        | Gaston vianai herceg 1444–1470 felesége: Valois Magdolna francia királyi hercegnő 1443–1495        | Gaston vianai herceg 1444–1470 felesége: Valois Magdolna francia királyi hercegnő 1443–1495        | Gaston vianai herceg 1444–1470 felesége: Valois Magdolna francia királyi hercegnő 1443–1495        | Gaston vianai herceg 1444–1470 felesége: Valois Magdolna francia királyi hercegnő 1443–1495        | | | Foix János navarrai királyi herceg 1450 után–1500 felesége: Valois Mária 1457–1493 | Foix János navarrai királyi herceg 1450 után–1500 felesége: Valois Mária 1457–1493 | Foix János navarrai királyi herceg 1450 után–1500 felesége: Valois Mária 1457–1493 | Foix János navarrai királyi herceg 1450 után–1500 felesége: Valois Mária 1457–1493 | Foix János navarrai királyi herceg 1450 után–1500 felesége: Valois Mária 1457–1493 | Foix János navarrai királyi herceg 1450 után–1500 felesége: Valois Mária 1457–1493 |  |  | Foix Margit navarrai királyi hercegnő 1458 után–1486 férje: II. Ferenc breton herceg 1433–1488                                                                           | Foix Margit navarrai királyi hercegnő 1458 után–1486 férje: II. Ferenc breton herceg 1433–1488                                                                           | Foix Margit navarrai királyi hercegnő 1458 után–1486 férje: II. Ferenc breton herceg 1433–1488                                                                           | Foix Margit navarrai királyi hercegnő 1458 után–1486 férje: II. Ferenc breton herceg 1433–1488                                                                           | Foix Margit navarrai királyi hercegnő 1458 után–1486 férje: II. Ferenc breton herceg 1433–1488                                                                                            | Foix Margit navarrai királyi hercegnő 1458 után–1486 férje: II. Ferenc breton herceg 1433–1488                                                                           |  |  | Foix Katalin navarrai királyi hercegnő 1460 körül–1494 előtt férje: II. (Foix) Gaston János candale-i gróf 1448 körül–1500 | Foix Katalin navarrai királyi hercegnő 1460 körül–1494 előtt férje: II. (Foix) Gaston János candale-i gróf 1448 körül–1500 | Foix Katalin navarrai királyi hercegnő 1460 körül–1494 előtt férje: II. (Foix) Gaston János candale-i gróf 1448 körül–1500 | Foix Katalin navarrai királyi hercegnő 1460 körül–1494 előtt férje: II. (Foix) Gaston János candale-i gróf 1448 körül–1500 | Foix Katalin navarrai királyi hercegnő 1460 körül–1494 előtt férje: II. (Foix) Gaston János candale-i gróf 1448 körül–1500 | Foix Katalin navarrai királyi hercegnő 1460 körül–1494 előtt férje: II. (Foix) Gaston János candale-i gróf 1448 körül–1500 |  |  | [1.] Aragóniai Beatrix nápolyi királyi hercegnő 1457–1508 1. fj. I. (Hunyadi) Mátyás magyar és cseh király 1443–1490 2. fj. II. (Jagelló) Ulászló magyar és cseh király 1456–1516 ld. balra lent | [1.] Aragóniai Beatrix nápolyi királyi hercegnő 1457–1508 1. fj. I. (Hunyadi) Mátyás magyar és cseh király 1443–1490 2. fj. II. (Jagelló) Ulászló magyar és cseh király 1456–1516 ld. balra lent | [1.] Aragóniai Beatrix nápolyi királyi hercegnő 1457–1508 1. fj. I. (Hunyadi) Mátyás magyar és cseh király 1443–1490 2. fj. II. (Jagelló) Ulászló magyar és cseh király 1456–1516 ld. balra lent | [1.] Aragóniai Beatrix nápolyi királyi hercegnő 1457–1508 1. fj. I. (Hunyadi) Mátyás magyar és cseh király 1443–1490 2. fj. II. (Jagelló) Ulászló magyar és cseh király 1456–1516 ld. balra lent | [1.] Aragóniai Beatrix nápolyi királyi hercegnő 1457–1508 1. fj. I. (Hunyadi) Mátyás magyar és cseh király 1443–1490 2. fj. II. (Jagelló) Ulászló magyar és cseh király 1456–1516 ld. balra lent | [1.] Aragóniai Beatrix nápolyi királyi hercegnő 1457–1508 1. fj. I. (Hunyadi) Mátyás magyar és cseh király 1443–1490 2. fj. II. (Jagelló) Ulászló magyar és cseh király 1456–1516 ld. balra lent |  |  |  |  |  |  |  |  |  |  |  |  |  |  |  |  |  |  |  |  |  |  |  |  |  |  |  |  |  |  |  |  |  |  |  |  |  |  |  |  |  |  |  |  |  |  |  |  |
| Gaston vianai herceg 1444–1470 felesége: Valois Magdolna francia királyi hercegnő 1443–1495        | Gaston vianai herceg 1444–1470 felesége: Valois Magdolna francia királyi hercegnő 1443–1495        | Gaston vianai herceg 1444–1470 felesége: Valois Magdolna francia királyi hercegnő 1443–1495        | Gaston vianai herceg 1444–1470 felesége: Valois Magdolna francia királyi hercegnő 1443–1495        | Gaston vianai herceg 1444–1470 felesége: Valois Magdolna francia királyi hercegnő 1443–1495        | Gaston vianai herceg 1444–1470 felesége: Valois Magdolna francia királyi hercegnő 1443–1495        | | | Foix János navarrai királyi herceg 1450 után–1500 felesége: Valois Mária 1457–1493 | Foix János navarrai királyi herceg 1450 után–1500 felesége: Valois Mária 1457–1493 | Foix János navarrai királyi herceg 1450 után–1500 felesége: Valois Mária 1457–1493 | Foix János navarrai királyi herceg 1450 után–1500 felesége: Valois Mária 1457–1493 | Foix János navarrai királyi herceg 1450 után–1500 felesége: Valois Mária 1457–1493 | Foix János navarrai királyi herceg 1450 után–1500 felesége: Valois Mária 1457–1493 |  |  | Foix Margit navarrai királyi hercegnő 1458 után–1486 férje: II. Ferenc breton herceg 1433–1488                                                                           | Foix Margit navarrai királyi hercegnő 1458 után–1486 férje: II. Ferenc breton herceg 1433–1488                                                                           | Foix Margit navarrai királyi hercegnő 1458 után–1486 férje: II. Ferenc breton herceg 1433–1488                                                                           | Foix Margit navarrai királyi hercegnő 1458 után–1486 férje: II. Ferenc breton herceg 1433–1488                                                                           | Foix Margit navarrai királyi hercegnő 1458 után–1486 férje: II. Ferenc breton herceg 1433–1488                                                                                            | Foix Margit navarrai királyi hercegnő 1458 után–1486 férje: II. Ferenc breton herceg 1433–1488                                                                           |  |  | Foix Katalin navarrai királyi hercegnő 1460 körül–1494 előtt férje: II. (Foix) Gaston János candale-i gróf 1448 körül–1500 | Foix Katalin navarrai királyi hercegnő 1460 körül–1494 előtt férje: II. (Foix) Gaston János candale-i gróf 1448 körül–1500 | Foix Katalin navarrai királyi hercegnő 1460 körül–1494 előtt férje: II. (Foix) Gaston János candale-i gróf 1448 körül–1500 | Foix Katalin navarrai királyi hercegnő 1460 körül–1494 előtt férje: II. (Foix) Gaston János candale-i gróf 1448 körül–1500 | Foix Katalin navarrai királyi hercegnő 1460 körül–1494 előtt férje: II. (Foix) Gaston János candale-i gróf 1448 körül–1500 | Foix Katalin navarrai királyi hercegnő 1460 körül–1494 előtt férje: II. (Foix) Gaston János candale-i gróf 1448 körül–1500 |  |  | [1.] Aragóniai Beatrix nápolyi királyi hercegnő 1457–1508 1. fj. I. (Hunyadi) Mátyás magyar és cseh király 1443–1490 2. fj. II. (Jagelló) Ulászló magyar és cseh király 1456–1516 ld. balra lent | [1.] Aragóniai Beatrix nápolyi királyi hercegnő 1457–1508 1. fj. I. (Hunyadi) Mátyás magyar és cseh király 1443–1490 2. fj. II. (Jagelló) Ulászló magyar és cseh király 1456–1516 ld. balra lent | [1.] Aragóniai Beatrix nápolyi királyi hercegnő 1457–1508 1. fj. I. (Hunyadi) Mátyás magyar és cseh király 1443–1490 2. fj. II. (Jagelló) Ulászló magyar és cseh király 1456–1516 ld. balra lent | [1.] Aragóniai Beatrix nápolyi királyi hercegnő 1457–1508 1. fj. I. (Hunyadi) Mátyás magyar és cseh király 1443–1490 2. fj. II. (Jagelló) Ulászló magyar és cseh király 1456–1516 ld. balra lent | [1.] Aragóniai Beatrix nápolyi királyi hercegnő 1457–1508 1. fj. I. (Hunyadi) Mátyás magyar és cseh király 1443–1490 2. fj. II. (Jagelló) Ulászló magyar és cseh király 1456–1516 ld. balra lent | [1.] Aragóniai Beatrix nápolyi királyi hercegnő 1457–1508 1. fj. I. (Hunyadi) Mátyás magyar és cseh király 1443–1490 2. fj. II. (Jagelló) Ulászló magyar és cseh király 1456–1516 ld. balra lent |  |  |  |  |  |  |  |  |  |  |  |  |  |  |  |  |  |  |  |  |  |  |  |  |  |  |  |  |  |  |  |  |  |  |  |  |  |  |  |  |  |  |  |  |  |  |  |  |
| I. (Foix) Katalin navarrai királynő 1470–1517 férje: III. (Albret) János navarrai király 1477–1516 | I. (Foix) Katalin navarrai királynő 1470–1517 férje: III. (Albret) János navarrai király 1477–1516 | I. (Foix) Katalin navarrai királynő 1470–1517 férje: III. (Albret) János navarrai király 1477–1516 | I. (Foix) Katalin navarrai királynő 1470–1517 férje: III. (Albret) János navarrai király 1477–1516 | I. (Foix) Katalin navarrai királynő 1470–1517 férje: III. (Albret) János navarrai király 1477–1516 | I. (Foix) Katalin navarrai királynő 1470–1517 férje: III. (Albret) János navarrai király 1477–1516 | | | Foix Germána navarrai királyi hercegnő 1488/90/92–1538 1. fj.: II. Ferdinánd aragóniai király 1452–1516 2. fj. Brandenburgi János valenciai alkirály 1493–1525 3. fj. Aragóniai Ferdinánd calabriai herceg 1488–1550 | Foix Germána navarrai királyi hercegnő 1488/90/92–1538 1. fj.: II. Ferdinánd aragóniai király 1452–1516 2. fj. Brandenburgi János valenciai alkirály 1493–1525 3. fj. Aragóniai Ferdinánd calabriai herceg 1488–1550 | Foix Germána navarrai királyi hercegnő 1488/90/92–1538 1. fj.: II. Ferdinánd aragóniai király 1452–1516 2. fj. Brandenburgi János valenciai alkirály 1493–1525 3. fj. Aragóniai Ferdinánd calabriai herceg 1488–1550 | Foix Germána navarrai királyi hercegnő 1488/90/92–1538 1. fj.: II. Ferdinánd aragóniai király 1452–1516 2. fj. Brandenburgi János valenciai alkirály 1493–1525 3. fj. Aragóniai Ferdinánd calabriai herceg 1488–1550 | Foix Germána navarrai királyi hercegnő 1488/90/92–1538 1. fj.: II. Ferdinánd aragóniai király 1452–1516 2. fj. Brandenburgi János valenciai alkirály 1493–1525 3. fj. Aragóniai Ferdinánd calabriai herceg 1488–1550 | Foix Germána navarrai királyi hercegnő 1488/90/92–1538 1. fj.: II. Ferdinánd aragóniai király 1452–1516 2. fj. Brandenburgi János valenciai alkirály 1493–1525 3. fj. Aragóniai Ferdinánd calabriai herceg 1488–1550 |  |  | I. Anna breton hercegnő 1477–1514 1. fj.: I. Miksa német-római császár 1459–1519 2. fj. VIII. Károly francia király 1470–1498 3. fj. XII. Lajos francia király 1462–1515 | I. Anna breton hercegnő 1477–1514 1. fj.: I. Miksa német-római császár 1459–1519 2. fj. VIII. Károly francia király 1470–1498 3. fj. XII. Lajos francia király 1462–1515 | I. Anna breton hercegnő 1477–1514 1. fj.: I. Miksa német-római császár 1459–1519 2. fj. VIII. Károly francia király 1470–1498 3. fj. XII. Lajos francia király 1462–1515 | I. Anna breton hercegnő 1477–1514 1. fj.: I. Miksa német-római császár 1459–1519 2. fj. VIII. Károly francia király 1470–1498 3. fj. XII. Lajos francia király 1462–1515 | I. Anna breton hercegnő 1477–1514 1. fj.: I. Miksa német-római császár 1459–1519 2. fj. VIII. Károly francia király 1470–1498 3. fj. XII. Lajos francia király 1462–1515                  | I. Anna breton hercegnő 1477–1514 1. fj.: I. Miksa német-római császár 1459–1519 2. fj. VIII. Károly francia király 1470–1498 3. fj. XII. Lajos francia király 1462–1515 |  |  | Candale-i Anna 1484–1506 férje: II. (Jagelló) Ulászló magyar és cseh király 1456–1516 ld. jobbra fent                      | Candale-i Anna 1484–1506 férje: II. (Jagelló) Ulászló magyar és cseh király 1456–1516 ld. jobbra fent                      | Candale-i Anna 1484–1506 férje: II. (Jagelló) Ulászló magyar és cseh király 1456–1516 ld. jobbra fent                      | Candale-i Anna 1484–1506 férje: II. (Jagelló) Ulászló magyar és cseh király 1456–1516 ld. jobbra fent                      | Candale-i Anna 1484–1506 férje: II. (Jagelló) Ulászló magyar és cseh király 1456–1516 ld. jobbra fent                      | Candale-i Anna 1484–1506 férje: II. (Jagelló) Ulászló magyar és cseh király 1456–1516 ld. jobbra fent                      |  |  | | | | | | |  |  |  |  |  |  |  |  |  |  |  |  |  |  |  |  |  |  |  |  |  |  |  |  |  |  |  |  |  |  |  |  |  |  |  |  |  |  |  |  |  |  |  |  |  |  |  |  |

## Legközelebbi rokonsági kapcsolat Anna és az első férje, I. Miksa között
|  |  |                                                                                                 |                                                                                                 |                                                                                                 |                                                                                                 |                                                                                                 |                                                                                                 |                                                                                        |                                                                                        | | | | | | |  |  | | | | | | |  |  |  |  |  |  |  |  |  |  |  |  |  |  |  |  |  |  |  |  |  |  |  |  |  |  |  |  |  |  |  |  |  |  |  |  |  |  |  |  |  |  |  |  |  |  |  |  |  |  |  |  |
|  |  |                                                                                                 |                                                                                                 |                                                                                                 |                                                                                                 |                                                                                                 |                                                                                                 |                                                                                        |                                                                                        | | | I. (Antequerai) Ferdinánd aragón és szicíliai király 1380–1416 felesége Alburquerquei Eleonóra aragóniai királyné 1374–1435                                                                            | | | |  |  | | | | | | |  |  |  |  |  |  |  |  |  |  |  |  |  |  |  |  |  |  |  |  |  |  |  |  |  |  |  |  |  |  |  |  |  |  |  |  |  |  |  |  |  |  |  |  |  |  |  |  |  |  |  |  |
|  |  |                                                                                                 |                                                                                                 |                                                                                                 |                                                                                                 |                                                                                                 |                                                                                                 |                                                                                        |                                                                                        | | | | | | |  |  | | | | | | |  |  |  |  |  |  |  |  |  |  |  |  |  |  |  |  |  |  |  |  |  |  |  |  |  |  |  |  |  |  |  |  |  |  |  |  |  |  |  |  |  |  |  |  |  |  |  |  |  |  |  |  |
|  |  |                                                                                                 |                                                                                                 |                                                                                                 |                                                                                                 |                                                                                                 |                                                                                                 |                                                                                        |                                                                                        | | | | | | |  |  | | | | | | |  |  |  |  |  |  |  |  |  |  |  |  |  |  |  |  |  |  |  |  |  |  |  |  |  |  |  |  |  |  |  |  |  |  |  |  |  |  |  |  |  |  |  |  |  |  |  |  |  |  |  |  |
|  |  |                                                                                                 |                                                                                                 |                                                                                                 |                                                                                                 | Aragóniai Eleonóra portugál királyné 1402–1445 férje: Eduárd portugál király 1391–1438          | Aragóniai Eleonóra portugál királyné 1402–1445 férje: Eduárd portugál király 1391–1438          | Aragóniai Eleonóra portugál királyné 1402–1445 férje: Eduárd portugál király 1391–1438 | Aragóniai Eleonóra portugál királyné 1402–1445 férje: Eduárd portugál király 1391–1438 | Aragóniai Eleonóra portugál királyné 1402–1445 férje: Eduárd portugál király 1391–1438 | Aragóniai Eleonóra portugál királyné 1402–1445 férje: Eduárd portugál király 1391–1438 | | | | |  |  | II. (Hitetlen) János aragón, navarrai és szicíliai király 1398–1479 1. fg. I. Blanka navarrai királynő 1387–1441 2. fg. Juana Enríquez 1425/30–1468                                     | II. (Hitetlen) János aragón, navarrai és szicíliai király 1398–1479 1. fg. I. Blanka navarrai királynő 1387–1441 2. fg. Juana Enríquez 1425/30–1468                                     | II. (Hitetlen) János aragón, navarrai és szicíliai király 1398–1479 1. fg. I. Blanka navarrai királynő 1387–1441 2. fg. Juana Enríquez 1425/30–1468                                     | II. (Hitetlen) János aragón, navarrai és szicíliai király 1398–1479 1. fg. I. Blanka navarrai királynő 1387–1441 2. fg. Juana Enríquez 1425/30–1468                                     | II. (Hitetlen) János aragón, navarrai és szicíliai király 1398–1479 1. fg. I. Blanka navarrai királynő 1387–1441 2. fg. Juana Enríquez 1425/30–1468                                     | II. (Hitetlen) János aragón, navarrai és szicíliai király 1398–1479 1. fg. I. Blanka navarrai királynő 1387–1441 2. fg. Juana Enríquez 1425/30–1468                                     |  |  |  |  |  |  |  |  |  |  |  |  |  |  |  |  |  |  |  |  |  |  |  |  |  |  |  |  |  |  |  |  |  |  |  |  |  |  |  |  |  |  |  |  |  |  |  |  |  |  |  |  |
|  |  |                                                                                                 |                                                                                                 |                                                                                                 |                                                                                                 | Aragóniai Eleonóra portugál királyné 1402–1445 férje: Eduárd portugál király 1391–1438          | Aragóniai Eleonóra portugál királyné 1402–1445 férje: Eduárd portugál király 1391–1438          | Aragóniai Eleonóra portugál királyné 1402–1445 férje: Eduárd portugál király 1391–1438 | Aragóniai Eleonóra portugál királyné 1402–1445 férje: Eduárd portugál király 1391–1438 | Aragóniai Eleonóra portugál királyné 1402–1445 férje: Eduárd portugál király 1391–1438 | Aragóniai Eleonóra portugál királyné 1402–1445 férje: Eduárd portugál király 1391–1438 | | | | |  |  | II. (Hitetlen) János aragón, navarrai és szicíliai király 1398–1479 1. fg. I. Blanka navarrai királynő 1387–1441 2. fg. Juana Enríquez 1425/30–1468                                     | II. (Hitetlen) János aragón, navarrai és szicíliai király 1398–1479 1. fg. I. Blanka navarrai királynő 1387–1441 2. fg. Juana Enríquez 1425/30–1468                                     | II. (Hitetlen) János aragón, navarrai és szicíliai király 1398–1479 1. fg. I. Blanka navarrai királynő 1387–1441 2. fg. Juana Enríquez 1425/30–1468                                     | II. (Hitetlen) János aragón, navarrai és szicíliai király 1398–1479 1. fg. I. Blanka navarrai királynő 1387–1441 2. fg. Juana Enríquez 1425/30–1468                                     | II. (Hitetlen) János aragón, navarrai és szicíliai király 1398–1479 1. fg. I. Blanka navarrai királynő 1387–1441 2. fg. Juana Enríquez 1425/30–1468                                     | II. (Hitetlen) János aragón, navarrai és szicíliai király 1398–1479 1. fg. I. Blanka navarrai királynő 1387–1441 2. fg. Juana Enríquez 1425/30–1468                                     |  |  |  |  |  |  |  |  |  |  |  |  |  |  |  |  |  |  |  |  |  |  |  |  |  |  |  |  |  |  |  |  |  |  |  |  |  |  |  |  |  |  |  |  |  |  |  |  |  |  |  |  |
|  |  |                                                                                                 |                                                                                                 |                                                                                                 |                                                                                                 |                                                                                                 |                                                                                                 |                                                                                        |                                                                                        | | | | | | |  |  | | | | | | |  |  |  |  |  |  |  |  |  |  |  |  |  |  |  |  |  |  |  |  |  |  |  |  |  |  |  |  |  |  |  |  |  |  |  |  |  |  |  |  |  |  |  |  |  |  |  |  |  |  |  |  |
|  |  | Portugáliai Johanna kasztíliai királyné 1439–1475 férje: IV. Henrik kasztíliai király 1425–1474 | Portugáliai Johanna kasztíliai királyné 1439–1475 férje: IV. Henrik kasztíliai király 1425–1474 | Portugáliai Johanna kasztíliai királyné 1439–1475 férje: IV. Henrik kasztíliai király 1425–1474 | Portugáliai Johanna kasztíliai királyné 1439–1475 férje: IV. Henrik kasztíliai király 1425–1474 | Portugáliai Johanna kasztíliai királyné 1439–1475 férje: IV. Henrik kasztíliai király 1425–1474 | Portugáliai Johanna kasztíliai királyné 1439–1475 férje: IV. Henrik kasztíliai király 1425–1474 |                                                                                        |                                                                                        | Portugáliai Eleonóra német-római császárné 1434–1467 férje: III. Frigyes német-római császár 1415–1493                                                                                                 | Portugáliai Eleonóra német-római császárné 1434–1467 férje: III. Frigyes német-római császár 1415–1493                                                                                                 | Portugáliai Eleonóra német-római császárné 1434–1467 férje: III. Frigyes német-római császár 1415–1493                                                                                                 | Portugáliai Eleonóra német-római császárné 1434–1467 férje: III. Frigyes német-római császár 1415–1493                                                                                                 | Portugáliai Eleonóra német-római császárné 1434–1467 férje: III. Frigyes német-római császár 1415–1493                                                                                                 | Portugáliai Eleonóra német-római császárné 1434–1467 férje: III. Frigyes német-római császár 1415–1493                                                                                                 |  |  | [1.] I. Eleonóra navarrai királynő 1426–1479 férje: IV. Gaston foix-i gróf 1423–1472 | [1.] I. Eleonóra navarrai királynő 1426–1479 férje: IV. Gaston foix-i gróf 1423–1472 | [1.] I. Eleonóra navarrai királynő 1426–1479 férje: IV. Gaston foix-i gróf 1423–1472 | [1.] I. Eleonóra navarrai királynő 1426–1479 férje: IV. Gaston foix-i gróf 1423–1472 | [1.] I. Eleonóra navarrai királynő 1426–1479 férje: IV. Gaston foix-i gróf 1423–1472 | [1.] I. Eleonóra navarrai királynő 1426–1479 férje: IV. Gaston foix-i gróf 1423–1472 |  |  |  |  |  |  |  |  |  |  |  |  |  |  |  |  |  |  |  |  |  |  |  |  |  |  |  |  |  |  |  |  |  |  |  |  |  |  |  |  |  |  |  |  |  |  |  |  |  |  |  |  |
|  |  | Portugáliai Johanna kasztíliai királyné 1439–1475 férje: IV. Henrik kasztíliai király 1425–1474 | Portugáliai Johanna kasztíliai királyné 1439–1475 férje: IV. Henrik kasztíliai király 1425–1474 | Portugáliai Johanna kasztíliai királyné 1439–1475 férje: IV. Henrik kasztíliai király 1425–1474 | Portugáliai Johanna kasztíliai királyné 1439–1475 férje: IV. Henrik kasztíliai király 1425–1474 | Portugáliai Johanna kasztíliai királyné 1439–1475 férje: IV. Henrik kasztíliai király 1425–1474 | Portugáliai Johanna kasztíliai királyné 1439–1475 férje: IV. Henrik kasztíliai király 1425–1474 |                                                                                        |                                                                                        | Portugáliai Eleonóra német-római császárné 1434–1467 férje: III. Frigyes német-római császár 1415–1493                                                                                                 | Portugáliai Eleonóra német-római császárné 1434–1467 férje: III. Frigyes német-római császár 1415–1493                                                                                                 | Portugáliai Eleonóra német-római császárné 1434–1467 férje: III. Frigyes német-római császár 1415–1493                                                                                                 | Portugáliai Eleonóra német-római császárné 1434–1467 férje: III. Frigyes német-római császár 1415–1493                                                                                                 | Portugáliai Eleonóra német-római császárné 1434–1467 férje: III. Frigyes német-római császár 1415–1493                                                                                                 | Portugáliai Eleonóra német-római császárné 1434–1467 férje: III. Frigyes német-római császár 1415–1493                                                                                                 |  |  | [1.] I. Eleonóra navarrai királynő 1426–1479 férje: IV. Gaston foix-i gróf 1423–1472 | [1.] I. Eleonóra navarrai királynő 1426–1479 férje: IV. Gaston foix-i gróf 1423–1472 | [1.] I. Eleonóra navarrai királynő 1426–1479 férje: IV. Gaston foix-i gróf 1423–1472 | [1.] I. Eleonóra navarrai királynő 1426–1479 férje: IV. Gaston foix-i gróf 1423–1472 | [1.] I. Eleonóra navarrai királynő 1426–1479 férje: IV. Gaston foix-i gróf 1423–1472 | [1.] I. Eleonóra navarrai királynő 1426–1479 férje: IV. Gaston foix-i gróf 1423–1472 |  |  |  |  |  |  |  |  |  |  |  |  |  |  |  |  |  |  |  |  |  |  |  |  |  |  |  |  |  |  |  |  |  |  |  |  |  |  |  |  |  |  |  |  |  |  |  |  |  |  |  |  |
|  |  | I. Johanna kasztíliai királynő 1462–1530                                                        | I. Johanna kasztíliai királynő 1462–1530                                                        | I. Johanna kasztíliai királynő 1462–1530                                                        | I. Johanna kasztíliai királynő 1462–1530                                                        | I. Johanna kasztíliai királynő 1462–1530                                                        | I. Johanna kasztíliai királynő 1462–1530                                                        |                                                                                        |                                                                                        | I. Miksa német-római császár 1459–1519 1. fg. I. Mária burgundi hercegnő 1457–1482 2. fg. I. Anna breton hercegnő 1477–1514 ld. jobbra lent 3. fg. Sforza Bianka Mária német-római császárné 1472–1510 | I. Miksa német-római császár 1459–1519 1. fg. I. Mária burgundi hercegnő 1457–1482 2. fg. I. Anna breton hercegnő 1477–1514 ld. jobbra lent 3. fg. Sforza Bianka Mária német-római császárné 1472–1510 | I. Miksa német-római császár 1459–1519 1. fg. I. Mária burgundi hercegnő 1457–1482 2. fg. I. Anna breton hercegnő 1477–1514 ld. jobbra lent 3. fg. Sforza Bianka Mária német-római császárné 1472–1510 | I. Miksa német-római császár 1459–1519 1. fg. I. Mária burgundi hercegnő 1457–1482 2. fg. I. Anna breton hercegnő 1477–1514 ld. jobbra lent 3. fg. Sforza Bianka Mária német-római császárné 1472–1510 | I. Miksa német-római császár 1459–1519 1. fg. I. Mária burgundi hercegnő 1457–1482 2. fg. I. Anna breton hercegnő 1477–1514 ld. jobbra lent 3. fg. Sforza Bianka Mária német-római császárné 1472–1510 | I. Miksa német-római császár 1459–1519 1. fg. I. Mária burgundi hercegnő 1457–1482 2. fg. I. Anna breton hercegnő 1477–1514 ld. jobbra lent 3. fg. Sforza Bianka Mária német-római császárné 1472–1510 |  |  | Foix Margit navarrai királyi hercegnő 1458 után–1486 férje: II. Ferenc breton herceg 1433–1488                                                                                          | Foix Margit navarrai királyi hercegnő 1458 után–1486 férje: II. Ferenc breton herceg 1433–1488                                                                                          | Foix Margit navarrai királyi hercegnő 1458 után–1486 férje: II. Ferenc breton herceg 1433–1488                                                                                          | Foix Margit navarrai királyi hercegnő 1458 után–1486 férje: II. Ferenc breton herceg 1433–1488                                                                                          | Foix Margit navarrai királyi hercegnő 1458 után–1486 férje: II. Ferenc breton herceg 1433–1488                                                                                          | Foix Margit navarrai királyi hercegnő 1458 után–1486 férje: II. Ferenc breton herceg 1433–1488                                                                                          |  |  |  |  |  |  |  |  |  |  |  |  |  |  |  |  |  |  |  |  |  |  |  |  |  |  |  |  |  |  |  |  |  |  |  |  |  |  |  |  |  |  |  |  |  |  |  |  |  |  |  |  |
|  |  | I. Johanna kasztíliai királynő 1462–1530                                                        | I. Johanna kasztíliai királynő 1462–1530                                                        | I. Johanna kasztíliai királynő 1462–1530                                                        | I. Johanna kasztíliai királynő 1462–1530                                                        | I. Johanna kasztíliai királynő 1462–1530                                                        | I. Johanna kasztíliai királynő 1462–1530                                                        |                                                                                        |                                                                                        | I. Miksa német-római császár 1459–1519 1. fg. I. Mária burgundi hercegnő 1457–1482 2. fg. I. Anna breton hercegnő 1477–1514 ld. jobbra lent 3. fg. Sforza Bianka Mária német-római császárné 1472–1510 | I. Miksa német-római császár 1459–1519 1. fg. I. Mária burgundi hercegnő 1457–1482 2. fg. I. Anna breton hercegnő 1477–1514 ld. jobbra lent 3. fg. Sforza Bianka Mária német-római császárné 1472–1510 | I. Miksa német-római császár 1459–1519 1. fg. I. Mária burgundi hercegnő 1457–1482 2. fg. I. Anna breton hercegnő 1477–1514 ld. jobbra lent 3. fg. Sforza Bianka Mária német-római császárné 1472–1510 | I. Miksa német-római császár 1459–1519 1. fg. I. Mária burgundi hercegnő 1457–1482 2. fg. I. Anna breton hercegnő 1477–1514 ld. jobbra lent 3. fg. Sforza Bianka Mária német-római császárné 1472–1510 | I. Miksa német-római császár 1459–1519 1. fg. I. Mária burgundi hercegnő 1457–1482 2. fg. I. Anna breton hercegnő 1477–1514 ld. jobbra lent 3. fg. Sforza Bianka Mária német-római császárné 1472–1510 | I. Miksa német-római császár 1459–1519 1. fg. I. Mária burgundi hercegnő 1457–1482 2. fg. I. Anna breton hercegnő 1477–1514 ld. jobbra lent 3. fg. Sforza Bianka Mária német-római császárné 1472–1510 |  |  | Foix Margit navarrai királyi hercegnő 1458 után–1486 férje: II. Ferenc breton herceg 1433–1488                                                                                          | Foix Margit navarrai királyi hercegnő 1458 után–1486 férje: II. Ferenc breton herceg 1433–1488                                                                                          | Foix Margit navarrai királyi hercegnő 1458 után–1486 férje: II. Ferenc breton herceg 1433–1488                                                                                          | Foix Margit navarrai királyi hercegnő 1458 után–1486 férje: II. Ferenc breton herceg 1433–1488                                                                                          | Foix Margit navarrai királyi hercegnő 1458 után–1486 férje: II. Ferenc breton herceg 1433–1488                                                                                          | Foix Margit navarrai királyi hercegnő 1458 után–1486 férje: II. Ferenc breton herceg 1433–1488                                                                                          |  |  |  |  |  |  |  |  |  |  |  |  |  |  |  |  |  |  |  |  |  |  |  |  |  |  |  |  |  |  |  |  |  |  |  |  |  |  |  |  |  |  |  |  |  |  |  |  |  |  |  |  |
|  |  |                                                                                                 |                                                                                                 |                                                                                                 |                                                                                                 |                                                                                                 |                                                                                                 |                                                                                        |                                                                                        | [1.] I. (Szép) Fülöp kasztíliai király 1478–1506 felesége: II. (Őrült) Johanna kasztíliai és aragón királynő 1479–1555                                                                                 | [1.] I. (Szép) Fülöp kasztíliai király 1478–1506 felesége: II. (Őrült) Johanna kasztíliai és aragón királynő 1479–1555                                                                                 | [1.] I. (Szép) Fülöp kasztíliai király 1478–1506 felesége: II. (Őrült) Johanna kasztíliai és aragón királynő 1479–1555                                                                                 | [1.] I. (Szép) Fülöp kasztíliai király 1478–1506 felesége: II. (Őrült) Johanna kasztíliai és aragón királynő 1479–1555                                                                                 | [1.] I. (Szép) Fülöp kasztíliai király 1478–1506 felesége: II. (Őrült) Johanna kasztíliai és aragón királynő 1479–1555                                                                                 | [1.] I. (Szép) Fülöp kasztíliai király 1478–1506 felesége: II. (Őrült) Johanna kasztíliai és aragón királynő 1479–1555                                                                                 |  |  | I. Anna breton hercegnő 1477–1514 1. fj.: I. Miksa német-római császár 1459–1519 ld. balra fent 2. fj. VIII. Károly francia király 1470–1498 3. fj. XII. Lajos francia király 1462–1515 | I. Anna breton hercegnő 1477–1514 1. fj.: I. Miksa német-római császár 1459–1519 ld. balra fent 2. fj. VIII. Károly francia király 1470–1498 3. fj. XII. Lajos francia király 1462–1515 | I. Anna breton hercegnő 1477–1514 1. fj.: I. Miksa német-római császár 1459–1519 ld. balra fent 2. fj. VIII. Károly francia király 1470–1498 3. fj. XII. Lajos francia király 1462–1515 | I. Anna breton hercegnő 1477–1514 1. fj.: I. Miksa német-római császár 1459–1519 ld. balra fent 2. fj. VIII. Károly francia király 1470–1498 3. fj. XII. Lajos francia király 1462–1515 | I. Anna breton hercegnő 1477–1514 1. fj.: I. Miksa német-római császár 1459–1519 ld. balra fent 2. fj. VIII. Károly francia király 1470–1498 3. fj. XII. Lajos francia király 1462–1515 | I. Anna breton hercegnő 1477–1514 1. fj.: I. Miksa német-római császár 1459–1519 ld. balra fent 2. fj. VIII. Károly francia király 1470–1498 3. fj. XII. Lajos francia király 1462–1515 |  |  |  |  |  |  |  |  |  |  |  |  |  |  |  |  |  |  |  |  |  |  |  |  |  |  |  |  |  |  |  |  |  |  |  |  |  |  |  |  |  |  |  |  |  |  |  |  |  |  |  |  |